# Ladzany
Ladzany (in ungherese Ledény) è un comune della Slovacchia facente parte del distretto di Krupina, nella regione di Banská Bystrica.